# Aeronave Italia
L'Aeronave Italia o Dirigibile Italia è stato il primo dirigibile italiano. Progettato e costruito dal conte Almerico da Schio, si alzò in volo il 17 giugno 1905 dalla città di Schio (Vicenza).

## Storia

Francobollo che celebra il 100º anniversario del primo volo e rappresenta i disegni del dirigibile.

Almerico Da Schio cominciò ad interessarsi ai problemi dell'aeronautica a partire dal 1884, quando fu invitato ad esprimere un parere sul progetto di aeronave progettata da Pasquale Cordenons. A quel tempo l'interesse per la tecnica aeronautica in Italia era scarso, quindi Almerico seguiva da vicino tutto ciò che avveniva all'estero nel campo dell'aerodinamica e della costruzione di aeromobili, che si basava quasi completamente sulla realizzazione di palloni aerostatici. Poiché quindi non era possibile trovare officine meccaniche adeguate ai suoi scopi, dovette ottenere la quasi totalità degli elementi necessari all'estero. Acquistò in Francia il motore, che doveva essere leggero e potente. All'officina militare della Brigata specialisti del Genio affidò la costruzione dell'involucro del pallone mentre ricorse ad un meccanico di Schio per la costruzione delle parti meccaniche.
L'impresa richiedeva però lauti investimenti e molti fondi. Questo problema fu risolto da Almerico da Schio con la creazione di una Associazione in partecipazione per la costruzione e l'eventuale esercizio della prima aeronave, convertita nel 1901 in una Società per la costruzione e l'esercizio della prima aeronave con capitale di 100.000 lire, finanziata con fondi propri e con quelli degli oltre 300 soci partecipanti all'impresa. Vi parteciparono inoltre la Regina Margherita con un contributo di 3.000 lire ed i Ministeri del commercio, dell'industria e della guerra, con un finanziamento di 1.600 lire, il Ministero della guerra concorse inoltre alla realizzazione delle apparecchiature necessaria per la produzione di idrogeno. In totale l'impresa costò 170.000 lire.
Nonostante innumerevoli fallimenti, Almerico Da Schio continuò nell'impresa modificandone i progetti finché, dopo aver risolto molti problemi di natura tecnica e finanziaria, nel 1905 riuscì ad effettuare il primo volo: l'aeronave "Italia" era il dirigibile più avanzato mai realizzato sino a quel momento.
L'impresa venne anticipata da un biglietto inviato il 5 giugno a tutti i soci dell'impresa dove veniva annunciato l'imminente evento, che sarebbe stato effettuato entro il mese. Effettivamente il 17 giugno 1905 l'aeronave "Italia", partendo dall'hangar appositamente costruito presso una fattoria in località Caussa di Schio, effettuava il primo volo, ancorata al suolo mediante una fune; il 21 dello stesso mese venne eseguito il primo volo libero sul quale Almerico Da Schio scrisse: "...l'aeronave partiva libera in direzione sud sud-ovest. Salita di circa 400 metri si dimostrava ubbidiente alla mano del pilota e descrisse sui tetti di Schio numerose volute in tutti i sensi...". Altri voli furono eseguiti il 27, 28 giugno, il 1º luglio (alla presenza della Regina Margherita, in visita a Schio per assistere ai voli del dirigibile) e ancora il 3 e 4 luglio. Il pilota di questi primi voli fu Ettore Cianetti, della Brigata Specialisti del Genio di Roma.
L'"Italia" presentava un involucro senza struttura interna di irrigidimento, lungo poco meno di 38 metri, appuntito a poppa e a prua che conteneva 1208 metri cubi di idrogeno. La navicella era lunga circa 17 metri ed era raccordata con corde in seta all'involucro mediante una gualdrappa che avvolgeva la parte superiore dell'involucro stesso. A prua era collocata l'elica (a due pale e dal diametro di 2,8 metri) e il motore (un Buchet da 12 cavalli), mentre a poppa era installato il timone di direzione. L'"Italia" presentava innumerevoli innovazioni tecnologiche poi brevettate da Almerico Da Schio, come ad esempio una fascia elastica di gomma per permettere di aumentare il volume dell'involucro e di renderlo indeformabile al variare della quota di volo e della temperatura. Oppure gli aeropiani (chiamati anche timoni di profondità), siti in prua e in poppa della navicella, costituiti da superfici dal profilo arcuato ad inclinazione variabile rispetto alla linea di volo, che permettevano di dare maggiore stabilità e governabilità al dirigibile.
Successivamente ai primi voli, l'"Italia" venne equipaggiata con un nuovo motore italiano di maggior potenza, vennero realizzate alcune modifiche progettuali e continuò a volare fino al 1909, quando durante un violento atterraggio subì danni irreparabili.
La Società per la costruzione e l'esercizio della prima aeronave venne messa in liquidazione nel maggio 1909. L'idea di realizzare una "Italia bis" venne accantonata per vari fattori: i gravosi costi dell'operazione, il mutato clima politico europeo, la consapevolezza che il futuro del volo sarebbe stato dell'aeroplano e non del dirigibile.

## Caratteristiche tecniche

### Aerostato
- Lunghezza

Sezione prua: 11,032 m
Sezione ventre: 10,203 m
Sezione poppa: 16,408 m
Totale: 37,78 m
- Raggio: 3,792 m
- Diametro: 7,944 m
- Circonferenza	: 24,955 m
- Superficie

Cono di prua: 189,2 m2
Cilindro ventrale: 256,9 m2
Cono di poppa: 270,1 m2
Totale: 710,2 m2
- Sezione maestra: 49,56 m2
- Volume

Cono di prua: 284,3 m3
Cilindro ventrale: 510,2 m3
Cono di poppa: 413,9 m3
Totale: 1208,4 m3
- Raggio della sfera madre: 7,754 m

di poppa: 10,820 m
- Meridiano:

prua: 11,897 m
cilindro: 10,293 m
poppa: 16,995 m
Totale: 39,185 m
- Allungamento diametri: 4,75 m
- Larghezza carena elastica: 1,40 m
- Numero dei fusi: 31 m
- Larghezza di un fuso: 0,805 m
- Angoli di Cono:

prua massimo: 31°37'
prua minimo: 26° 54'
poppa massimo: 21°32'
poppa minimo: 18°28'
- Volume aerostato:

minimo: 902,9 m3
nominale: 1208,2 m3
massimo: 1467,3 m3
- Allungamento diametri	: 5,56

### Gualdrappa
- Asse superiore: 27,492 m
- Semiorlo:

anteriore: 4,698 m
posteriore: 0,596 m
inferiore: 20,05 m
- Superficie: 356,61 m2
- Stecca di legno: 52,40 m

### Sospensioni
- Numero	: 22
- Lunghezza media: 5,75 m
- Diametro: 2,7 mm

### Mantigli
- Numero	: 12
- Lunghezza media: 6,69 m
- Diametro: 1,2 mm

### Pesi
- Involucro: 203 kg
- Gualdrappa: 55 kg
- Valvole e funi: 15 kg
- Carena: 30 kg
- Sospensioni: 10 kg
- Navicella completa: 450 kg
- Cavo moderatore: 22 kg
- Motore: 110 kg
- Alberi: 13 kg
- Ingranaggi: 18 kg
- Radiatore: 20 kg
- Benzina: 30 kg
- Acqua: 20 kg
- Eliche: 32 kg
- Timone: 4,5 kg
- Aeropiani: 16 kg
- Rivestimento: 10 kg
- Totale: 1058,5 kg